# Нижнекамск (станция)
Нижнекамск — главная железнодорожная станция города Нижнекамск.

## Местонахождение
Станция расположена на южном конце города, по адресу: 423570, Республика Татарстан, Нижнекамск, ул. Вокзальная, 7.

## История вокзала

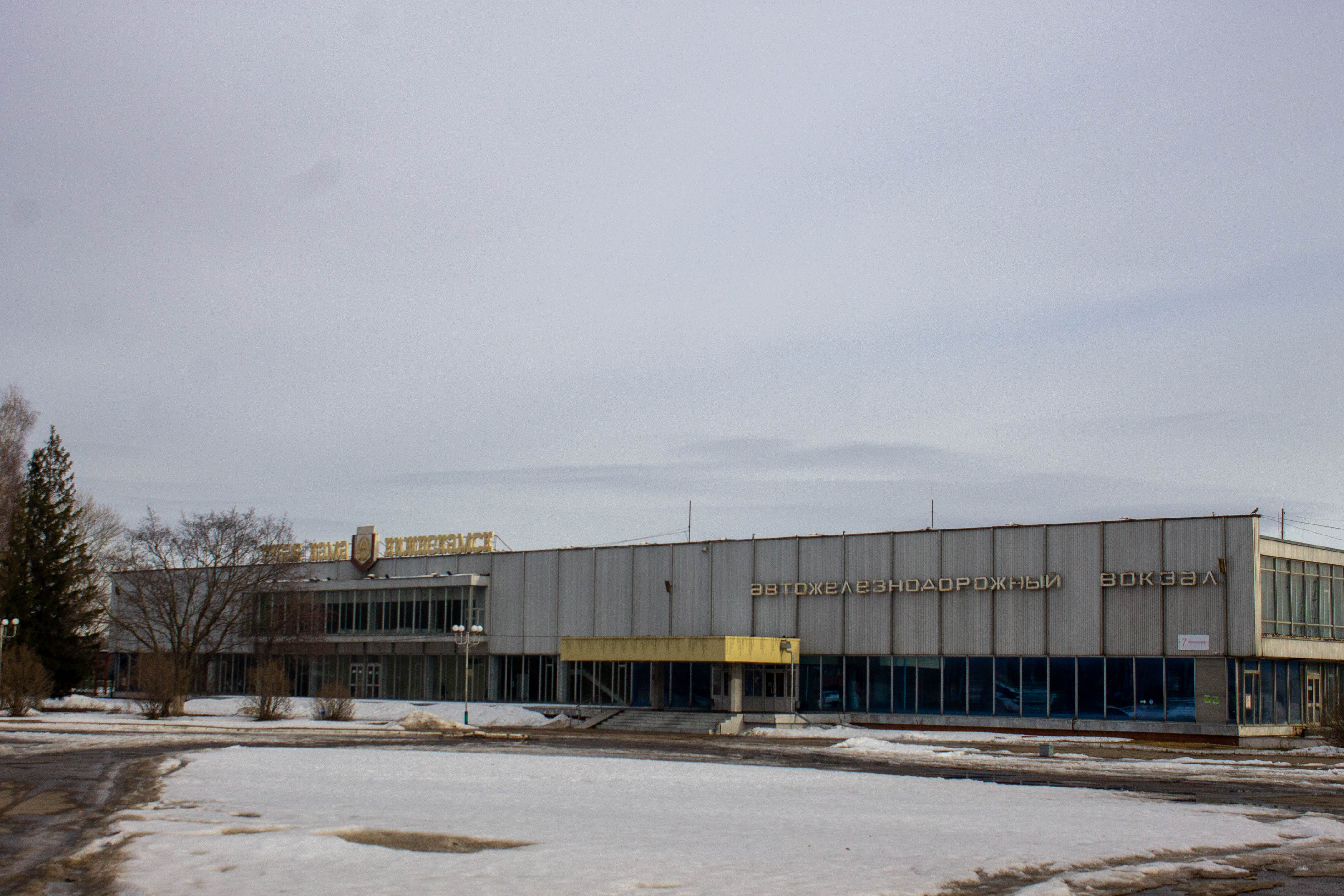
Здание железнодорожного вокзала Нижнекамска со стороны города

Вокзал построен в 1987 году по проекту Научно-исследовательского института промышленного транспорта Москвы, заказчиком являлся Нижнекамский Нефтехимический комбинат. Было построено современное двухэтажное здание со стеклянными витражами. По окончании строительства, генеральный директор Нефтехимического комбината Василий Лемаев передал здание площадью 2991,2 м2 Куйбышевской железной дороге.
Год ввода вокзала в эксплуатацию — 1988 год.

## Движение пригородных поездов
Поезда в Ижевск:
| № поезда  | Маршрут следования  | Время отправления |
| --------- | ------------------- | ----------------- |
| 6751/6752 | Нижнекамск — Ижевск | 05:53             |
| 6677/6678 | Нижнекамск — Ижевск | 12:35             |
| 6758/6757 | Нижнекамск — Ижевск | 16:36             |

Поезда из Ижевска:
| № поезда  | Маршрут следования  | Время отправления |
| --------- | ------------------- | ----------------- |
| 6755/6756 | Ижевск — Нижнекамск | 08:13             |
| 6675/6676 | Ижевск — Нижнекамск | 12:20             |
| 6749/6750 | Ижевск — Нижнекамск | 20:40             |

Источник: Яндекс расписания

## Характеристики здания вокзала

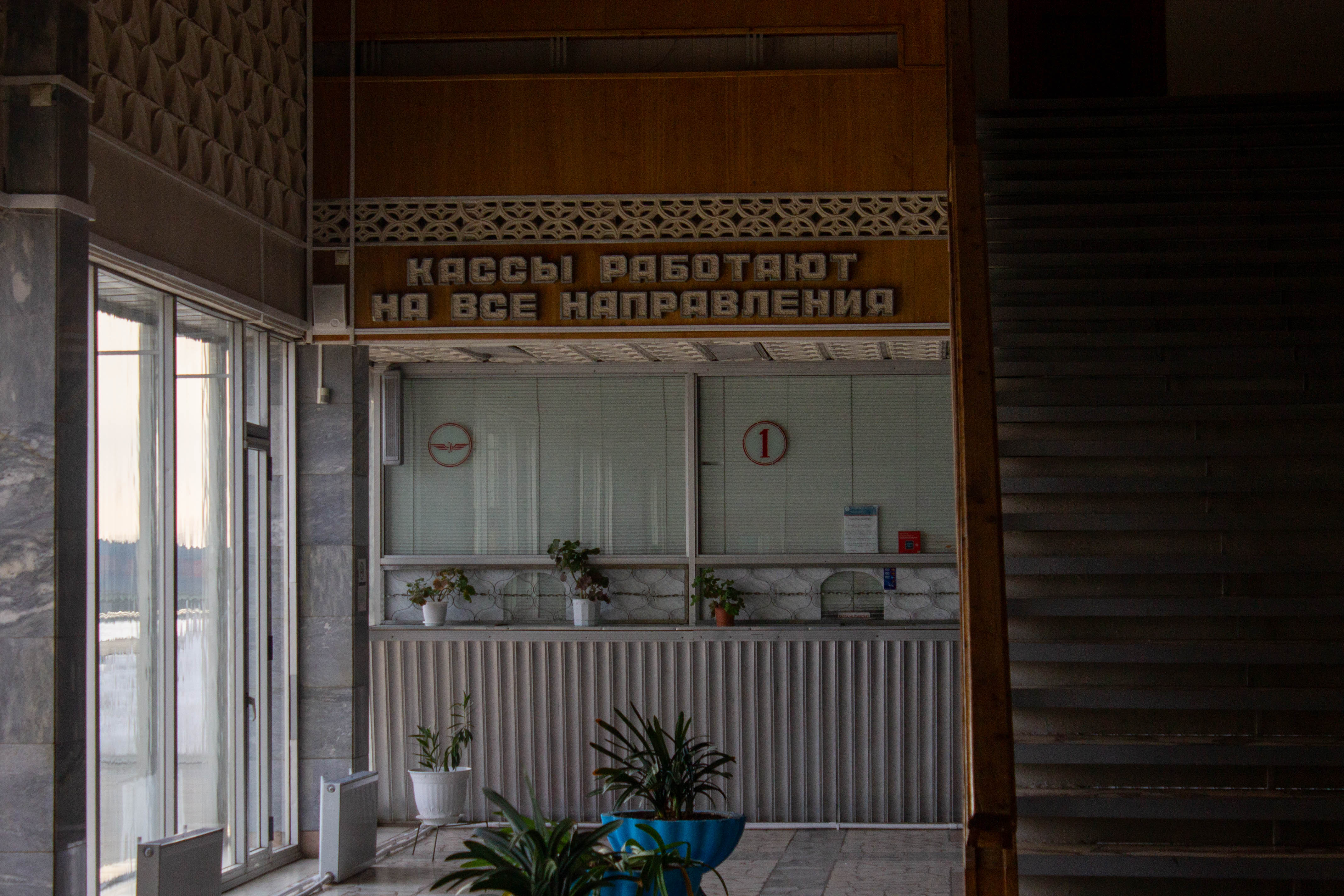
Кассы железнодорожного вокзала Нижнекамска

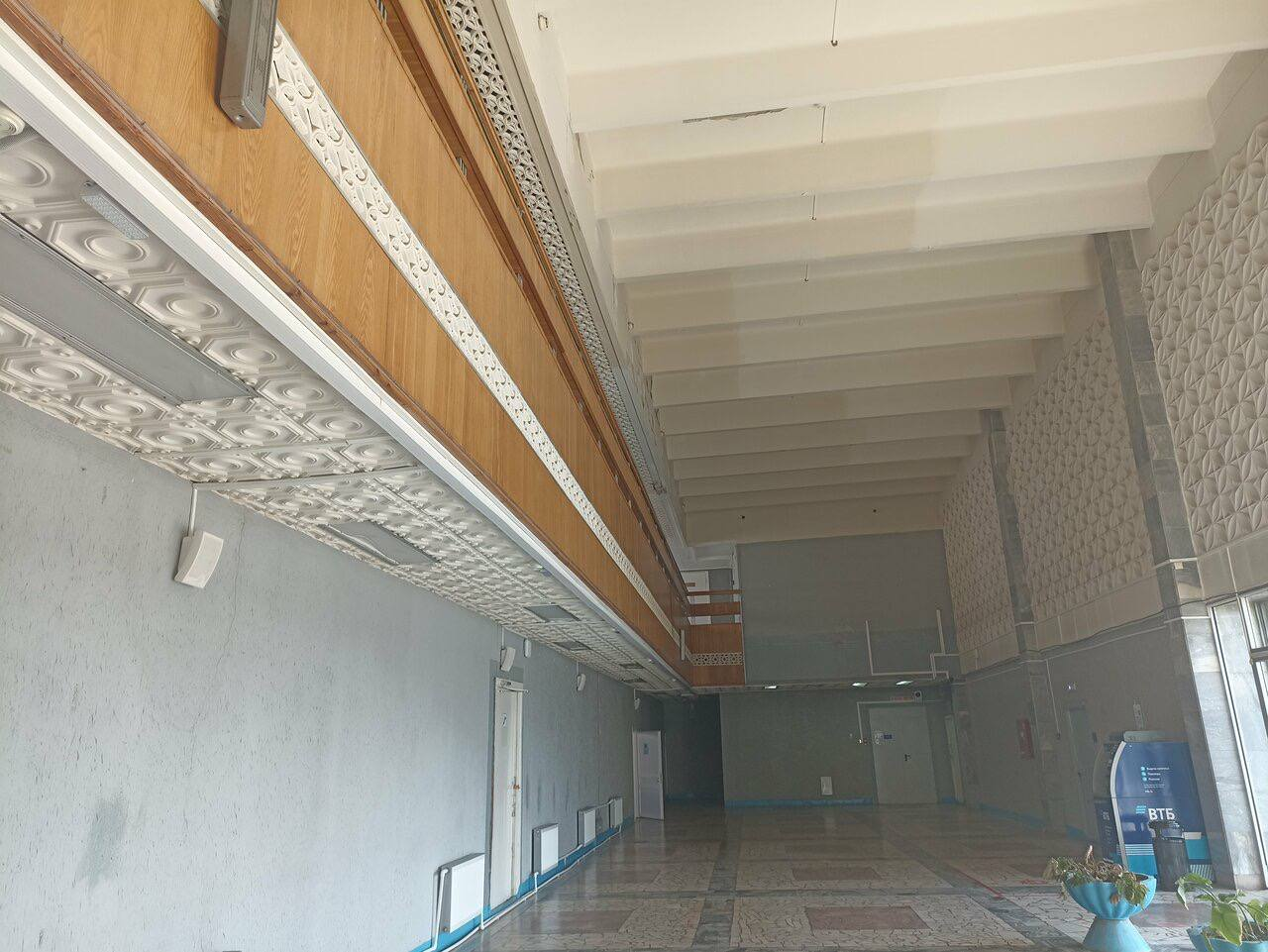
Холл вокзала Нижнекамска

Вокзал Нижнекамск по объему выполняемой работы относится к вокзалам III класса. Общая площадь вокзала — 2991,2 м2.
Пропускная способность пассажиров в сутки по проекту — 700 человек. Количество отправленных пассажиров в пригородном сообщении за год — 40,5 тыс. человек.
На первом этаже расположены зал ожидания для пассажиров, билетные кассы (закрыты), линейный пункт полиции, дежурный по станции, бытовые помещения работников вокзала. Зал ожидания оборудован справочной системой ИСУ.
На втором этаже вокзала расположены комната длительного отдыха, помещение охраны, комната приема пищи для работников вокзала.
Комната длительного отдыха состоит из трех комнат на семь койко-мест.
С 2014 года пассажирское пригородное сообщение прекратилось из-за низкого пассажиропотока.
С 2017 года в связи с решением начальника вокзала Нижнекамска и Набережных Челнов Артёма Вахрушева, закрыты все билетные кассы вокзала. По его словам, кассы были закрыты в связи с их нерентабельностью.
9 марта 2021 года восстановлено пассажирское пригородное сообщение. Между Нижнекамском и Ижевском начал ходить пригородный поезд сообщением Ижевск — Нижнекамск- Ижевск.

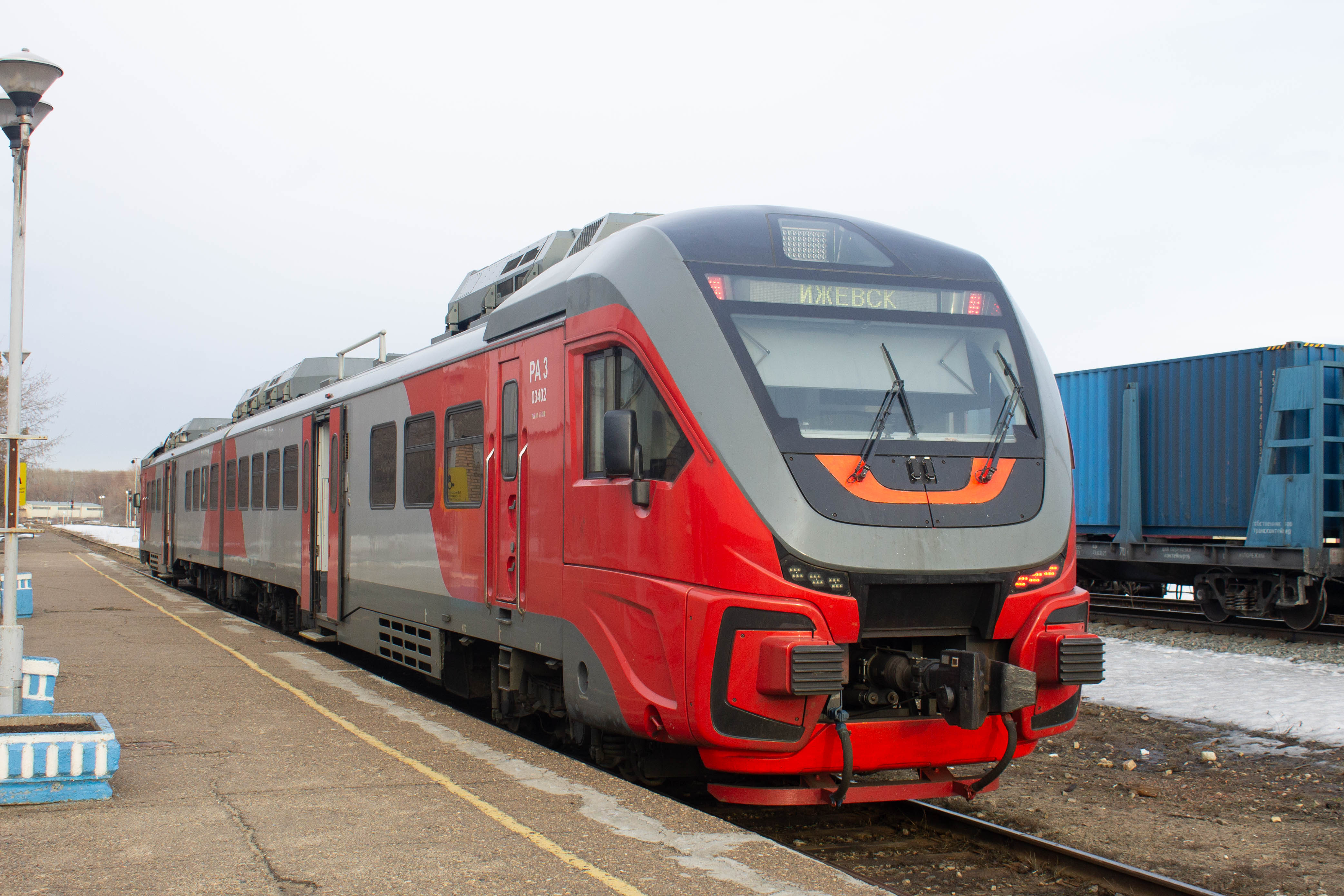
Пригородный поезд Нижнекамск-Ижевск стоит на 1-м пути станции Нижнекамск